# 金城乡 (哈尔滨市)
金城乡是中国黑龙江省哈尔滨市双城市下辖的一个乡，共有17個行政村，總人口六萬餘人。